# Nihonogomphus huangshaensis
Nihonogomphus huangshaensis – gatunek ważki z rodziny gadziogłówkowatych (Gomphidae).